# Pico (Vila Verde)
Pico es una freguesia portuguesa del concelho de Vila Verde, con 2,05 km² de superficie y 596 habitantes (2001). Su densidad de población es de 290,7 hab/km².